# 玉井伸
玉井 伸（たまい しん、1990年7月3日 - ）は、日本棋院東京本院所属の囲碁棋士。菊池康郎に師事。沖縄県中頭郡西原町出身。

## 略歴
- 囲碁愛好家の父に教えられ、小学2年生から囲碁を始め1年余りでアマチュア初段程度になる[1]。
- 2000年 西原町立西原小学校4年で少年少女囲碁大会小学生の部に出場し、3勝を挙げるも後に院生となる準優勝者に敗れる[2]。
- 2001年 同5年生で少年少女囲碁大会に出場し、2勝を挙げるも3位となる相手に敗れる[3]。
- 2002年 同年7月に菊池の運営する緑星囲碁学園の内弟子となる。8月に行われた少年少女囲碁大会には、沖縄県代表として出場し（実際は中野区立塔山小学校在学）、決勝戦で切負で準優勝となる[1]・[4]
- 2003年 中野区立第三中学校1年で、全日本こども囲碁大会優勝を果たす[5]。少年少女囲碁大会中学生の部では、田尻悠人を下すなど勝ち進むも準優勝者に敗れ3位に終わる[6]。その後日本棋院院生となる。
- 2004年 同中学2年で夏季棋士採用試験では、李沂修の4位で入段を果たせず。冬季棋士採用試験を院生順位1位で受け、14勝3敗の白石勇一に次ぐ13勝4敗で佐藤洋平と並ぶも、順列上位により2位で入段を果たす。

## 昇段・良績
- 2005年4月1日 初段
- 2007年8月21日 二段（勝星規定）
- 2009年 第34期新人王戦8強
- 2010年7月9日 三段（勝星規定）
- 2011年 第36期新人王戦4強
- 2014年11月28日 四段（勝星規定）